# Pseudorhaphitoma naganumaensis
Pseudorhaphitoma naganumaensis é uma espécie de gastrópode do gênero Pseudorhaphitoma, pertencente a família Mangeliidae.